# Fisioteràpia respiratòria
La fisioteràpia respiratòria és el camp de la fisioteràpia que tracta els símptomes de les malalties respiratòries. Està dedicada principalment, en la prevenció, el tractament, i l'estabilització de les disfuncions o alteracions respiratòries, que el seu objectiu general és millorar la ventilació regional pulmonar, l'intercanvi de gasos, la funció dels músculs respiratoris, la dispnea, la tolerància a l'exercici i la qualitat de vida relacionada amb la salut.
Davant d'una infecció respiratòria o una malaltia crònica com l'asma, generalment es troba en la dificultat de respirar i un augment en les secrecions. Les maniobres de fisioteràpia respiratòria (FR) aconseguiran reduir el treball respiratori que estava augmentant, mobilitzar les secrecions que es troben adherides en les parets bronquials i facilitar la seva eliminació, reduint les possibilitats que apareguin en zones de la infecció en l'arbre bronquial (tràquea, bronquis i bronquíols). Per tant, la fisioteràpia respiratòria està constituïda per una sèrie de tècniques i procediments especialitzats de valoració diagnòstica funcional del sistema respiratori i per tècniques d'intervenció terapèutica de desobstrucció de les vies aèries, de reducció respiratòria i de readaptació a l'esforç.

## La respiració i la fisioteràpia
El primer acte que realitzem en la vida després de sortir del ventre de la nostre mare, és respirar. Ens veiem que el món ens ofereix un suport primari, l'energia que ens permet fer el procés pas a pas del nostre desenvolupament com a éssers humans. D'aquesta manera es forma el nostre vincle amb l'entorn. La respiració va unida inexorablement als nostres estats d'ànim i canvia segons les emocions, el que pensem o sentim. Pot ser agitada, entretallada, bloquejada, assossegada, etc. però sempre reflecteix la relació de l'ésser-organisme amb el medi en què viu i viceversa.
L'atenció en la respiració és utilitzada com a suport per a la introspecció en nombroses tradicions i pràctiques per tot el planeta des de temps molt antics i fins i tot el control sobre ella ha estat considerat com la clau per produir estats alterats de la consciència.
Però més enllà d'aquestes connotacions, la fisioteràpia aporta eines molt útils per restablir i millorar no únicament l'estat de salut de l'aparell respiratori sinó que per la seva vital importància afecta tot els processos fisiològics fins al nivell cel·lular.
La fisioteràpia respiratòria aporta senzilles i concretes actuacions per alleujar i millorar situacions patològiques que de diferents maneres afecten a l'intercanvi de gasos necessaris per al correcte funcionament de l'organisme en un sentit global. No només és important a nivell terapèutic sinó també per la prevenció de disfuncions i potenciació de la higiene i eficàcia respiratòria amb clars beneficis per la salut.

## Tècniques de la fisioteràpia respiratòria
Segons les necessitats basant-se en les manifestacions produïdes per les diferents patologies de l'aparell respiratori es poden aplicar diversos mètodes que depenent dels seus objectius ela agrupem en tècniques de:
- Reeducació ventilatòria
- Reducció del bronc espasme
- Drenatge de secrecions
- Reentrenament a l'esforç

Tècniques de reeducació ventilatòria
Els seus objectius són:
- Re establir patrons de mecànica ventilatòria.
- Reequilibrar volums i capacitat.
- Re expandir territoris col·lapsats.
- Millorar la relació ventilació i perfusió.
- Elastificar els teixits del tòrax i pulmons.

Per fer tot això s'utilitzen aquestes tècniques: 
- Ventilació dirigida abdòmen-diafragmàtica.
- Ventilació dirigida al costal inferior
- Ventilació dirigida al costat superior
- EDIC anterior
- EDIC posterior
- Teràpia manual

Tècniques de reducció del bronc espasme
Els seus objectius són:
- Pretenen disminuir la contracció de la musculatura llisa bronquial.

Conjunt de tècniques que inclouen la reeducació del patró ventilatori, llavis serrats, cures posturals, tècniques de relaxació i ventilacions que estimulen el bronc espasme.
Tècniques de drenatge de secrecions
Les tècniques que s'utilitzen són:
A baix flux:
- ELTGOL
- ELPR

A alt flux:
- TEF (tècnica d'espiració forçada)
- AFE
- CICLE ACTIU VENTILATORI

Tècniques del reentrenament a l'esforç
- Endurance training
- Inteval training
- Entrenament muscular específic

### Objectius
En funció de la valoració diagnòstica del fisioterapeuta i del diagnòstic del metge, es realitza un diagnòstic on estableix uns objectius terapèutics i també realitza un pla específic pel malalt.
- Desobstrucció bronquial: utilitzant tècniques manuals per l'eliminació dels excessos de secrecions.
- Pla de kinesiteràpia respiratòria: per la prevenció i correcció d'alteracions musculars, de l'os i l'obstrucció bronquial. Afavoreix l'expansió del teixit pulmonar i també el model de respiració normal. Per fer tot això es fan servir tècniques manuals o instrumentals senzilles.
- Reeducació a l'esforç: quan el pacient ja té el paràmetres de respiració normals i ja no té secrecions, se li col·loca un protocol d'exercicis terapèutics específics. Això és perquè pugui realitzar activitats de la seva vida diària.

### Post Operatori
Poden haver-hi pacients que hagin d'utilitzar la intervenció quirúrgica per exemple de tòrax, cor o abdomen. La funció del fisioterapeuta és realitzar un protocol de fisioteràpia respiratòria amb la finalitat que el pacient arribi en les millors condicions abans de l'operació, ja que, així l'eficàcia de la intervenció serà millor.
Un cop el pacient ja l'hagin operat el fisioterapeuta realitzarà un altre protocol post-operatori per evitar qualsevol complicació respiratòria. En estudis que s'han fet es demostra que amb la intervenció del fisioterapeuta es redueix dos o fins i tot, tres dies de l'estada del pacient a l'UVI.

## Tractament fisioterapèutic en l'asma
L'asma és una malaltia crònica que necessita, en moltes ocasions, un tractament a fons associat a una vigilància regular, fins i tot si el pacient no sent cap manifestació de la malaltia. En l'asma té lloc una obstrucció reversible al flux aeri i una inflamació o/i un augment de secrecions. Afecta entre un 3-6% de la població mundial.
Conclusions:
- Els tractaments fisioterapèutics no curen la malaltia, però poden augmentar la qualitat de vida i disminuir la necessitat de medicaments.
- Amb l'educació terapèutica hauria de servir perquè el pacient pogués viure la seva vida amb la malaltia.
- La pràctica de la natació ajuda a la millora en el consum d'oxigen, la fatiga i la freqüència cardíaca.